# Pasieczna (gmina)
Pasieczna – dawna gmina wiejska w powiecie stanisławowskim województwa stanisławowskiego II Rzeczypospolitej. Siedzibą gminy była Pasieczna.
Gminę utworzono 1 sierpnia 1934 r. w ramach reformy na podstawie ustawy scaleniowej z dotychczasowych gmin wiejskich: Jamnica, Pacyków, Pasieczna, Pawełcze, Rybno, Uhrynów Górny, Uhrynów Dolny, Uhrynów Szlachecki i Zagwoździe (Zagwoźdź).
Po II wojnie światowej obszar gminy został odłączony od Polski i włączony do Ukraińskiej SRR.